# 利迪亞 (堪薩斯州)
利迪亞（Lydia）為一座位在美國堪薩斯州威奇托縣的非建制地區。海拔高度992公尺（3,255英尺），聯邦資料處理標準代碼為20-43300，地名資訊系統編號為484564。

## 歷史
此社區的郵政局於1888年1月21日開設，持續到1928年10月31日裁撤為止。